# Stanisław Szczur
Stanisław Szczur (ur. 24 lutego 1955 w Krośnie, zm. 11 listopada 2010 w Rabce-Zdroju) – polski historyk mediewista, profesor doktor habilitowany, do roku 2006 wykładowca na Uniwersytecie Jagiellońskim, ekspert w zakresie  inkunabułów i starodruków.

## Życiorys

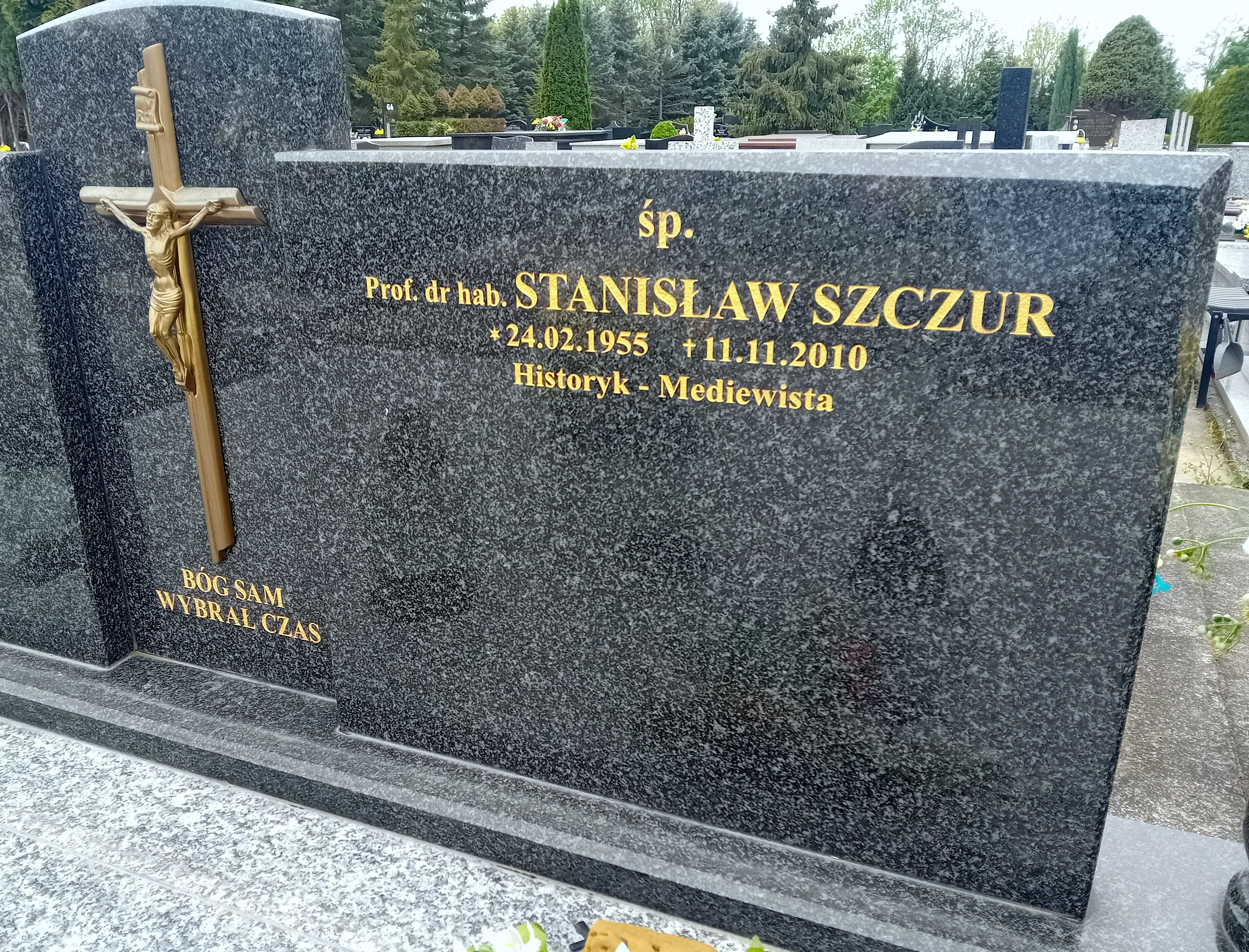
Nagrobek Stanisława Szczura

Absolwent I LO w Krośnie (1974 r.) i Instytutu Historii UJ (1978 r.). Doktorat obronił w roku 1985. W 1991 na podstawie pracy Traktaty międzypaństwowe Polski piastowskiej uzyskał stopień doktora habilitowanego nauk humanistycznych w zakresie historii, specjalność archiwistyka. W 1999 został mianowany profesorem nauk humanistycznych.
Był pracownikiem Instytutu Historii na Wydziale Historii Uniwersytetu Jagiellońskiego. Pełnił funkcję zastępcy przewodniczącego Komitetu Nauk Historycznych Polskiej Akademii Nauk. Z ramienia Uniwersytetu Jagiellońskiego zasiadał w Senacie Państwowej Wyższej Szkoły Zawodowej w Przemyślu.
Zajmował się historią Polski i historią powszechną późnego średniowiecza. Napisał podręcznik akademicki Historia Polski. Średniowiecze (2002, wznawiany w 2004, 2005 i 2007), a także był współredaktorem naukowym książki Piastowie. Leksykon biograficzny. Według biogramu z 1993 r. napisał do tego momentu około 100 publikacji historycznych. W 1998 został laureatem subsydium profesorskiego programu MISTRZ Fundacji na rzecz Nauki Polskiej.
18 listopada 2010 został pochowany na Cmentarzu Rakowickim w Krakowie, następnie pochowano go na cmentarzu w rodzinnym Krośnie.

### Kradzież starodruków w Sandomierzu
W lutym 2006 został zatrzymany pod zarzutem kradzieży XV- i XVI-wiecznych starodruków z Biblioteki Wyższego Seminarium Duchownego w Sandomierzu. W momencie zatrzymania miał przy sobie osiem pochodzących z niej inkunabułów i starodruków, które wyniósł. W toku śledztwa przyznał się do winy. 1 września 2006 w trybie administracyjnym został zwolniony z Uniwersytetu Jagiellońskiego. Śledztwo w sprawie kradzieży starodruków zostało zakończone na początku grudnia 2006 r.
Prokuratura ustaliła, że w latach 2003–2006 Stanisław Szczur ukradł łącznie – według różnych źródeł – ponad 70 lub blisko 90 archiwalnych woluminów, w tym m.in. Lunarium Bernarda Granollachsa z 1498 oraz dwa starodruki z 1516. Łączna wartość dzieł została oszacowana na co najmniej 875,6 lub 900 tysięcy złotych. Oprócz kradzieży został oskarżony także o niszczenie niektórych pozycji poprzez wyrywanie i wycinanie z nich stron.
Po sporządzeniu aktu oskarżenia na początku grudnia zgłosił wniosek o wydanie wyroku skazującego bez przeprowadzenia rozprawy. Sąd przychylił się do wniosku oskarżonego i skazał go na karę trzech lat pozbawienia wolności z warunkowym zawieszeniem jej wykonania na okres pięciu lat próby i 72 tys. zł grzywny. Na Stanisława Szczura nałożono także obowiązek naprawienia szkody w wysokości 91,7 tys. zł i obciążono go kosztami postępowania wynoszącymi 30 tys. zł. W uzasadnieniu sąd zwrócił uwagę na fakt, że oskarżony podjął współpracę z organami ścigania i pomógł w odzyskaniu zaginionych woluminów. Dzięki jego pomocy udało się także zatrzymać i postawić zarzuty krakowskiemu antykwariuszowi. Wyrok był prawomocny.

## Wybrane publikacje
- W sprawie Zbigniewa rzekomego męczennika koprzywnickiego z XIII w., „Nasza Przeszłość” 60 (1983), s. 296–297.
- Traktaty międzypaństwowe Polski piastowskiej, Kraków: nakładem UJ 1990, ISBN 83-233-0370-3 – rozprawa habilitacyjna.
- (redakcja) Akta Kamery Apostolskiej, t.3: Księga kolektora papieskiego Piotra syna Stefana 1373-1375, wyd., wstępem i indeksem opatrzył Stanisław Szczur,  Kraków: PAU 1994.
- Annaty Papieskie w Polsce w XIV wieku, Kraków: Wydawnictwo Uniwersytetu Jagiellońskiego 1998, ISBN 83-233-1095-5.
- Papież Urban V i powstanie Uniwersytetu w Krakowie w 1364 r., Kraków: Towarzystwo Naukowe „Societas Vistulana” 1999, ISBN 83-909094-2-1.
- (redakcja) Piastowie. Leksykon biograficzny, red. nauk. Stanisław Szczur, Krzysztof Ożóg, Kraków: Wydawnictwo Literackie 1999.
- (redakcja) Polska i jej sąsiedzi w późnym średniowieczu, pod red. Krzysztofa Ożoga, Stanisława Szczura, Kraków: Towarzystwo Naukowe „Societas Vistulana” 2000.
- Historia Polski. Średniowiecze, Kraków: Wydawnictwo Literackie 2002, ISBN 83-08-03272-9. Wznawiany w 2004, 2005 i 2007.
- (redakcja) Poloniae merenti. Księga pamiątkowa jubileuszu sześćsetlecia odnowienia Uniwersytetu Jagiellońskiego 1400–2000, pod red. Stanisława Szczura, Kraków: Ośrodek Informacji i Promocji Uniwersytetu Jagiellońskiego 2003.
- (redakcja) Servo veritatis : materiały międzynarodowej konferencji dla uczczenia 25-lecia pontyfikatu Jego Świątobliwości Jana Pawła II, Uniwersytet Jagielloński, 9-11 października 2003 r., red. Stefan Koperek, Stanisław Szczur,Kraków : Wydaw. Naukowe Papieskiej Akademii Teologicznej 2003.
- Skarbowość papieska w Polsce w latach 1378-1431, Kraków: Wydawnictwo Towarzystwa Naukowego "Societas Vistulana" 2008.
- Jan XXII, Kraków: Wydawnictwo WAM 2010.